# Hybodillo ishiii
Hybodillo ishiii är en kräftdjursart som beskrevs av Nunomura1990. Hybodillo ishiii ingår i släktet Hybodillo och familjen Armadillidae. Inga underarter finns listade i Catalogue of Life.